# Kurtowiany

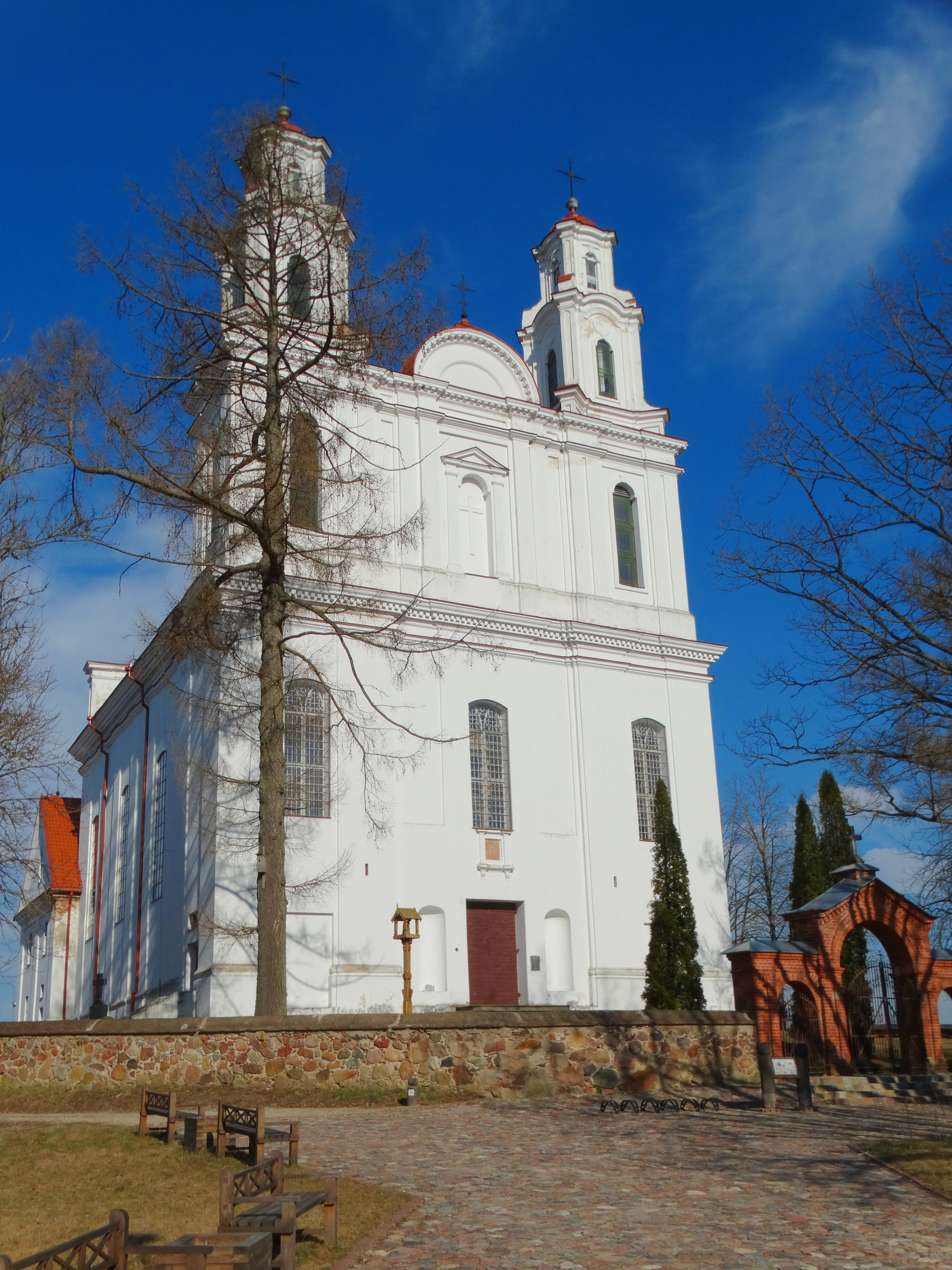
Kościół św. Jakuba

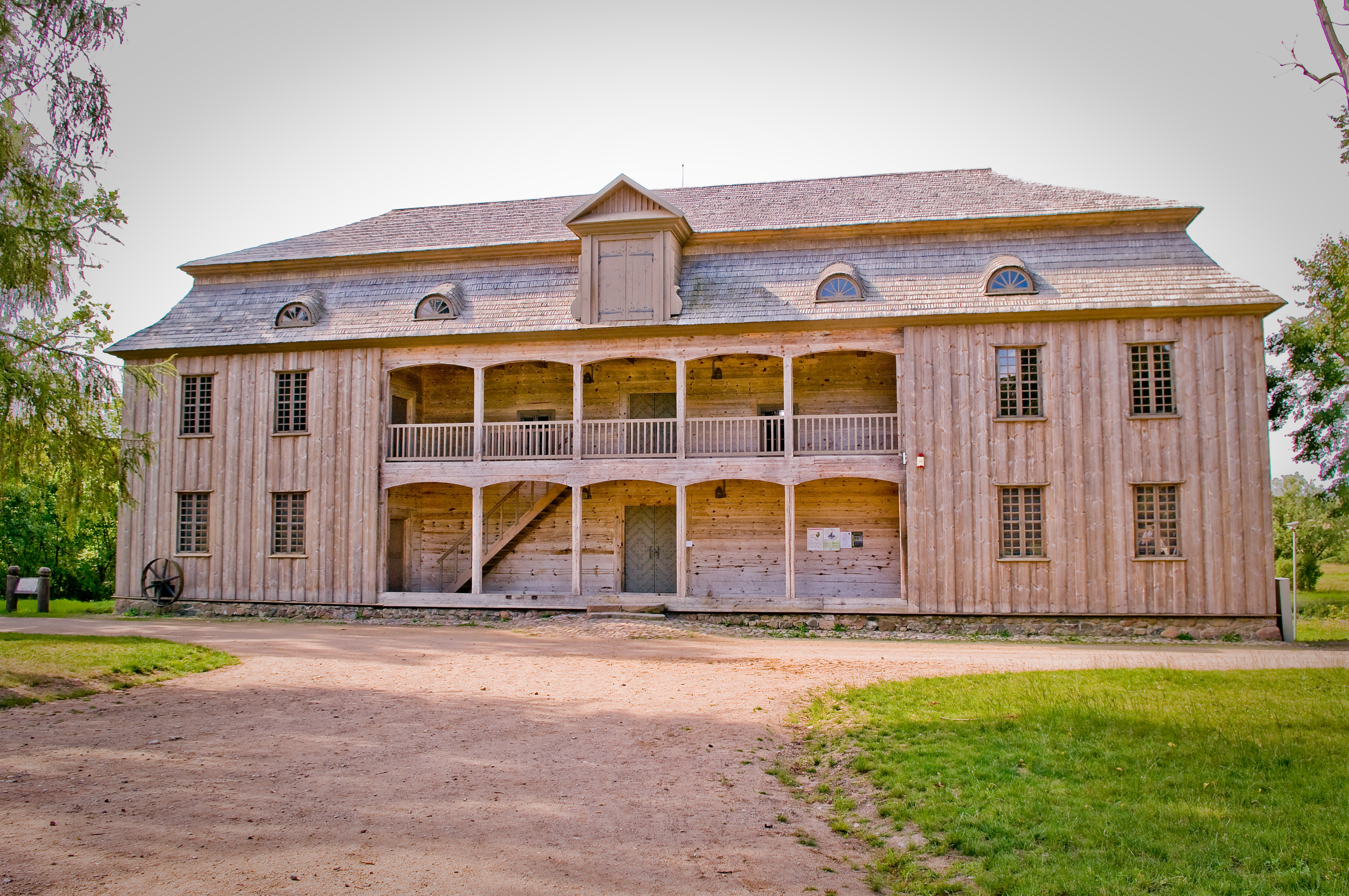
Dwór

Kurtowiany (lit.: Kurtuvėnai) – miasteczko na Litwie w rejonie szawelskim, 20 km na południowy zachód od Szawli, centrum Kurtuvėnų seniūnaitija w gminie Bubiai, siedziba dyrekcji Parku Regionalnego Kurtuvėnai. W pobliskich jeziorach prowadzi się hodowlę karpi.

## Historia
Najstarsze ślady osadnictwa w okolicy Kurtowian pochodzą z późnej epoki kamiennej (III-II tysiąclecie p.n.e.) oraz z epoki brązu i żelaza.
Nazwa Kurtowian pojawia się w źródłach pisanych w XIII wieku. Powstała tu jedna z najstarszych parafii katolickich na Żmudzi, a pierwszy kościół został zbudowany w 1495 roku. W 1573 r. Kurtowiany otrzymały prawa miejskie, a w 1766 przywilej na jarmark. W okresie reformacji (od schyłku XVI wieku do 1614 r.) parafia należała do Kościoła ewangelicko-reformowanego. Kazania w miejscowym zborze wygłaszano po litewsku. Następnie kościół i parafia wróciły do katolików. Były majętnością szlachecką, położoną w powiecie berżańskim w 1674 roku. W latach 1785–1796 zbudowano istniejący do dzisiaj barokowy kościół św. Jakuba.
Po rozbiorach miejscowość znajdowała się pod władzą rosyjską. W czasie powstania listopadowego w 1831 roku w okolicach miasteczka operowały wojska polskie i rosyjskie (gen. Piotra Tołstoja). W powstaniu uczestniczyli mieszkańcy miasteczka (m.in. żydowscy mieszczanie). W 1905 r. miały tu miejsce antycarskie manifestacje.
Miasteczko ucierpiało w czasie I wojny światowej (1915) i podczas przemarszu białych bermondtowców.
Od 1918 r. w granicach odrodzonego państwa litewskiego. Po II wojnie światowej działała tu antykomunistyczna partyzantka litewska.

## Zabytki
- dwór - istniał już w XV wieku. W XVIII w. miejscowość była własnością rodziny Nagurskich (Nagórskich), a następnie Platerów. W XIX w. Kurtowiany nabył hrabia Henryk Plater-Zyberk[2] z Liksny (1811–1903, wnuk Kazimierza Konstantego Platera). W 1894 r. syn Henryka, Ludwik, wzniósł tu nowy dwór. Liczni potomkowie Henryka Platera stworzyli w Kurtowianach ośrodek kultury polskiej, m.in. urodził się tu Stefan Plater-Zyberk, a wychowywała się Elżbieta Popowska, członkini Korpusu Obrońców Polski, więźniarka Pawiaka, Majdanka, Ravensbrück i Bergen-Belsen. Ostatnim właścicielem majątku Kurtowiany był syn Ludwika, Stanisław Eugeniusz Plater-Zyberk (1889–1955), wieloletni więzień łagrów sowieckich.
- kościół w stylu baroku wileńskiego z lat 1783–1792
- spichlerz drewniany z XVIII wieku